# Mojón Grande
Mojón Grande is een plaats in het Argentijnse bestuurlijke gebied San Javier in de provincie Misiones. De plaats telt 2.233 inwoners.